# لورا بنز
لورا بنز (انگلیسی: Laura Benz؛ زادهٔ ۲۵ اوت ۱۹۹۲) بازیکن هاکی روی یخ اهل سوئیس است.